# جرالد راسل
جرالد فرانسیس موریس راسل (انگلیسی: Gerald Russell; ۱۲ ژانویهٔ ۱۹۲۸ – ۲۶ ژوئیهٔ ۲۰۱۸) روان‌پزشک اهل بریتانیا بود. در سال ۱۹۷۹ او یکی از نخستین توصیفات پرخوری عصبی را منتشر کرد که نامگذاری نشانگان راسل برگرفته از نام او است.

## سنین جوانی و تحصیل
پدر جرالد فرانسیس موریس راسل یک دیپلمات بود که در سفارت بریتانیا در بلژیک کار می‌کرد. راسل در بروکسل به مدرسه رفت. در آغاز جنگ جهانی دوم خانوادهٔ او به انگلستان نقل مکان کردند. او سپس در «کالج جورج واتسون»، ادینبورو حضور یافت و در سال ۱۹۵۰ به عنوان پزشک با کارشناسی پزشکی و جراحی (MBChB) از دانشگاه ادینبورو واجد شرایط بود.
در سال ۱۹۵۷ راسل دکترای نورولوژی (PhD) را از دانشگاه ادینبورو دریافت کرد. به راسل توصیه شد که آموزش را با کار موقت در روان‌پزشکی تکمیل کند. هنگامی که در بیمارستان Maudsley لندن بود، او با روان‌پزشک Aubrey Lewis آشنا شد و «با روشی که لوئیس در مورد آن فکر می‌کرد و روان‌پزشکی انجام می‌داد کاملاً مورد توجه قرار گرفت» و همچنین روان‌پزشک شد.